# Isidor Früh
Isidor W. Früh (ur. 13 kwietnia 1922 w Sasbach, zm. 28 sierpnia 2002 tamże) – niemiecki polityk, agronom i nauczyciel, parlamentarzysta krajowy, od 1973 do 1989 poseł do Parlamentu Europejskiego.

## Życiorys
Podczas II wojny światowej został wcielony do Wehrmachtu, w którym służył od 1941 do 1945. Od 1945 do 1947 pozostawał w niewoli. Następnie studiował nauki rolnicze na Uniwersytecie Hohenheim w Stuttgarcie, zdobywając w 1951 tytuł dyplomowanego agronoma. W 1958 obronił doktorat. Podczas studiów należał do korporacji K.D.St.V. Carolingia. W latach 1952–1976 kierował szkołą ludową dla dorosłych w Bad Waldsee przy towarzystwie rolników kraju związkowego Wirtembergia-Hohenzollern. Został też szefem krajowej federacji takich szkół, a od 1973 do 1991 kierował badeńskim związkiem wytwórców owoców i gorzelników.
W 1956 zaangażował się w działalność polityczną w ramach Unii Chrześcijańsko-Demokratycznej. Kierował jej strukturami w Bad Walsee, został wiceszefem komitetu ds. rolnictwa w badeńsko-wirtemberskiej CDU. W latach 1969–1980 zasiadał w Bundestagu VI, VII i VIII kadencji. Od 1973 był deputowanym Parlamentu Europejskiego, w 1979 i 1984 wybierano go w wyborach bezpośrednich. Przystąpił do Europejskiej Partii Ludowej. Został wiceprzewodniczącym Komisji ds. Rolnictwa, Rybołówstwa i Rozwoju Wsi (1980–1984, 1987–1989), należał też do Komisji ds. Kontroli Budżetu. Od 1989 do 1994 zasiadał w radzie gminy Sasbach. Zmarł 28 sierpnia 2002.
W 1983 odznaczony Krzyżem Zasługi I Klasy Orderu Zasługi Republiki Federalnej Niemiec.